# 勝坂遺跡
勝坂遺跡（かつさかいせき/かっさかいせき）は、神奈川県相模原市南区磯部にある縄文時代の遺跡。国の史跡に指定されている。
縄文時代中期前半頃（約5000年前）の大集落跡で、勝坂式土器の名前の由来となった、関東地方における標式遺跡の1つである。都市公園（歴史公園）の「史跡勝坂遺跡公園」として整備されている。

## 概要

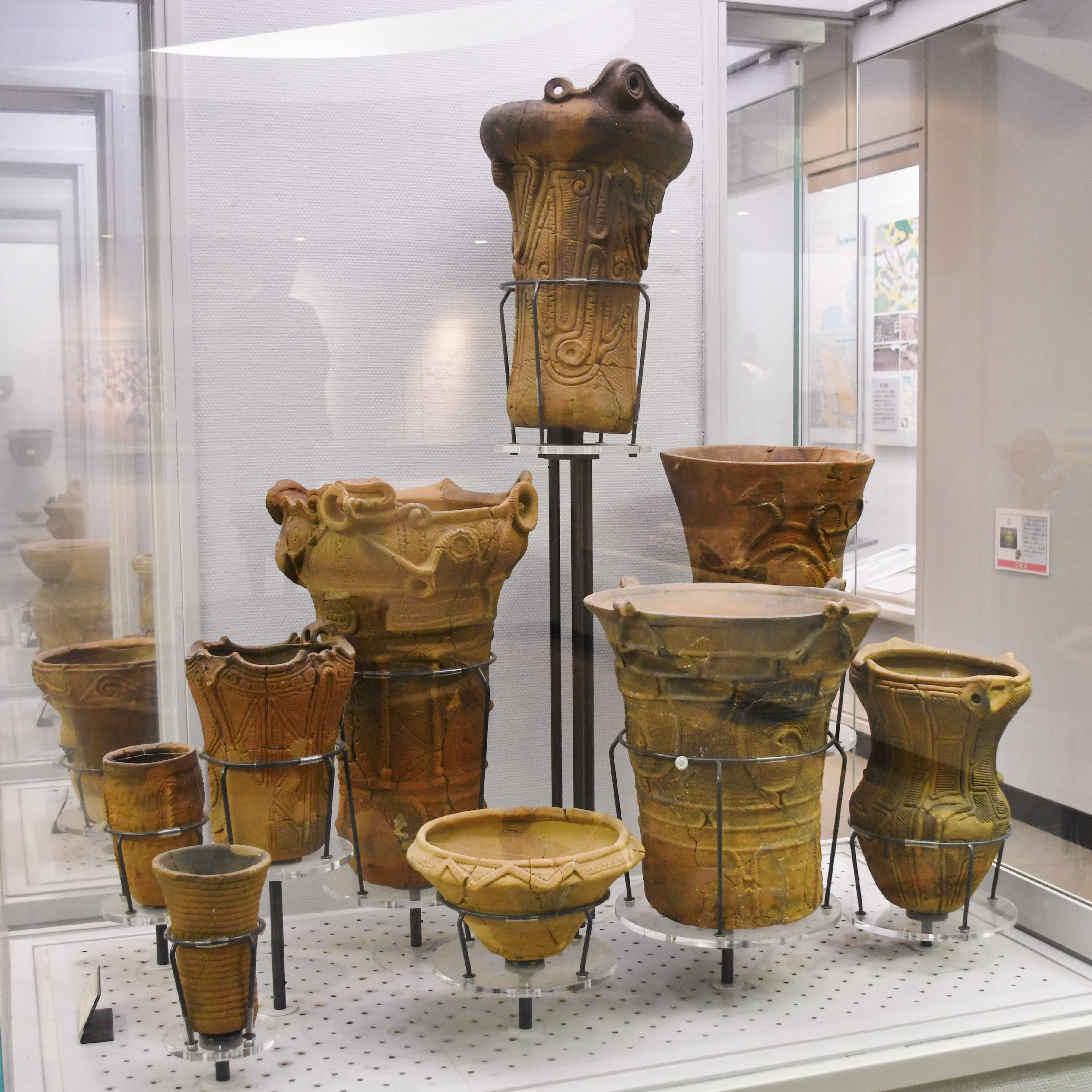
勝坂式土器相模原市立博物館展示。

1926年（大正15年）に大山柏により発見された。この遺跡からは多くの土器や打製石斧が出土している。そのなかでも、装飾的な文様や顔面把手（顔を表現した取っ手）などの特徴を持つ土器は、後に勝坂式土器と命名されている。また、打製石斧も土を掘るものと考えられ、縄文時代において農耕の可能性を示すものとして注目を浴びた。
1974年（昭和49年）に集落遺跡の一部の約2ヘクタール（勝坂D区）が国の史跡として指定された。D区は1980年と1984年に史跡の追加指定が行われ、2006年（平成18年）1月26日には近接した3,797.61平方メートル（勝坂A区）も史跡の追加指定がなされている。
遺跡の西側の「有鹿谷」には、有鹿神社の奥宮がある。この谷では祭祀遺跡の勝坂有鹿谷遺跡が発見されている。

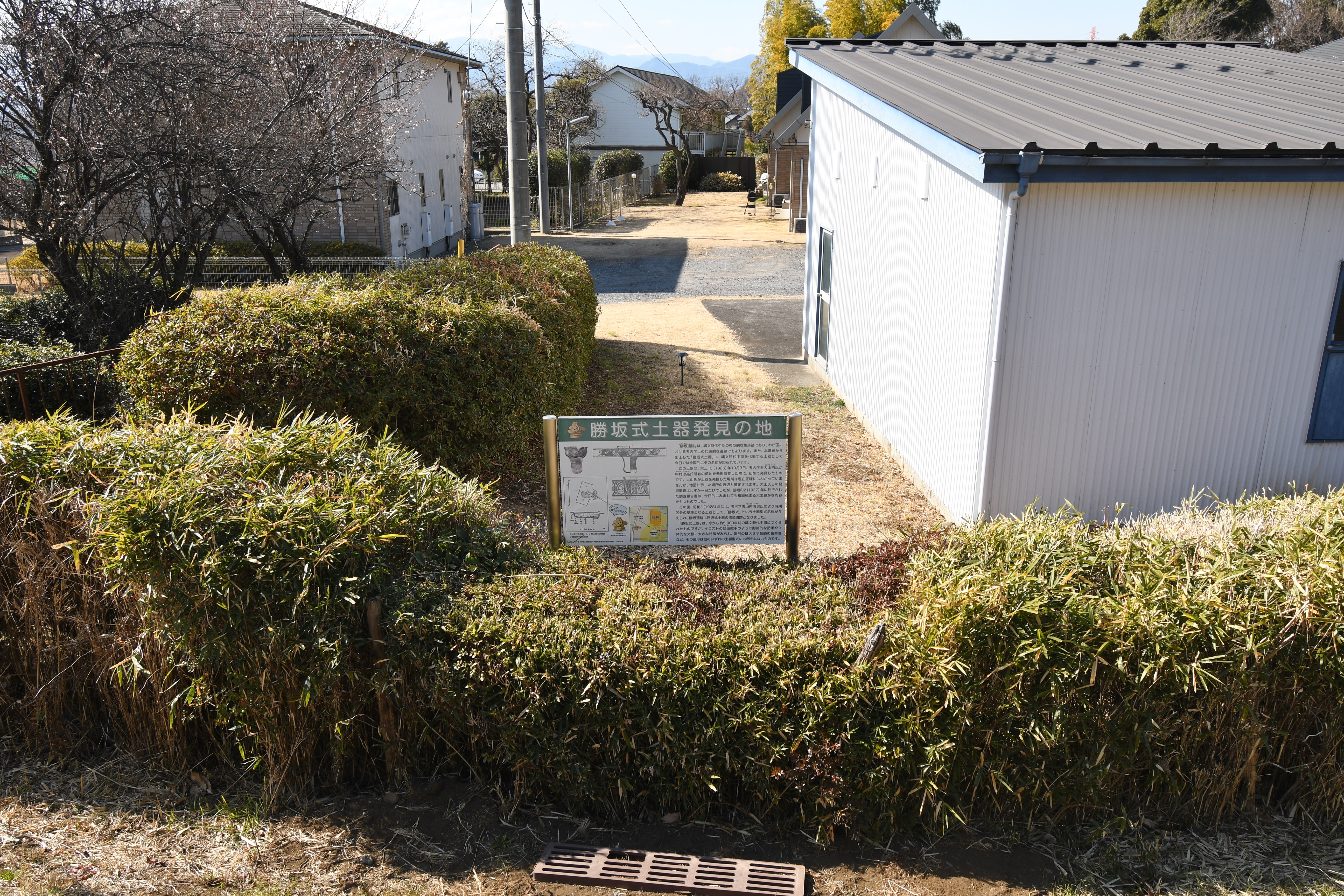
勝坂式土器発見地
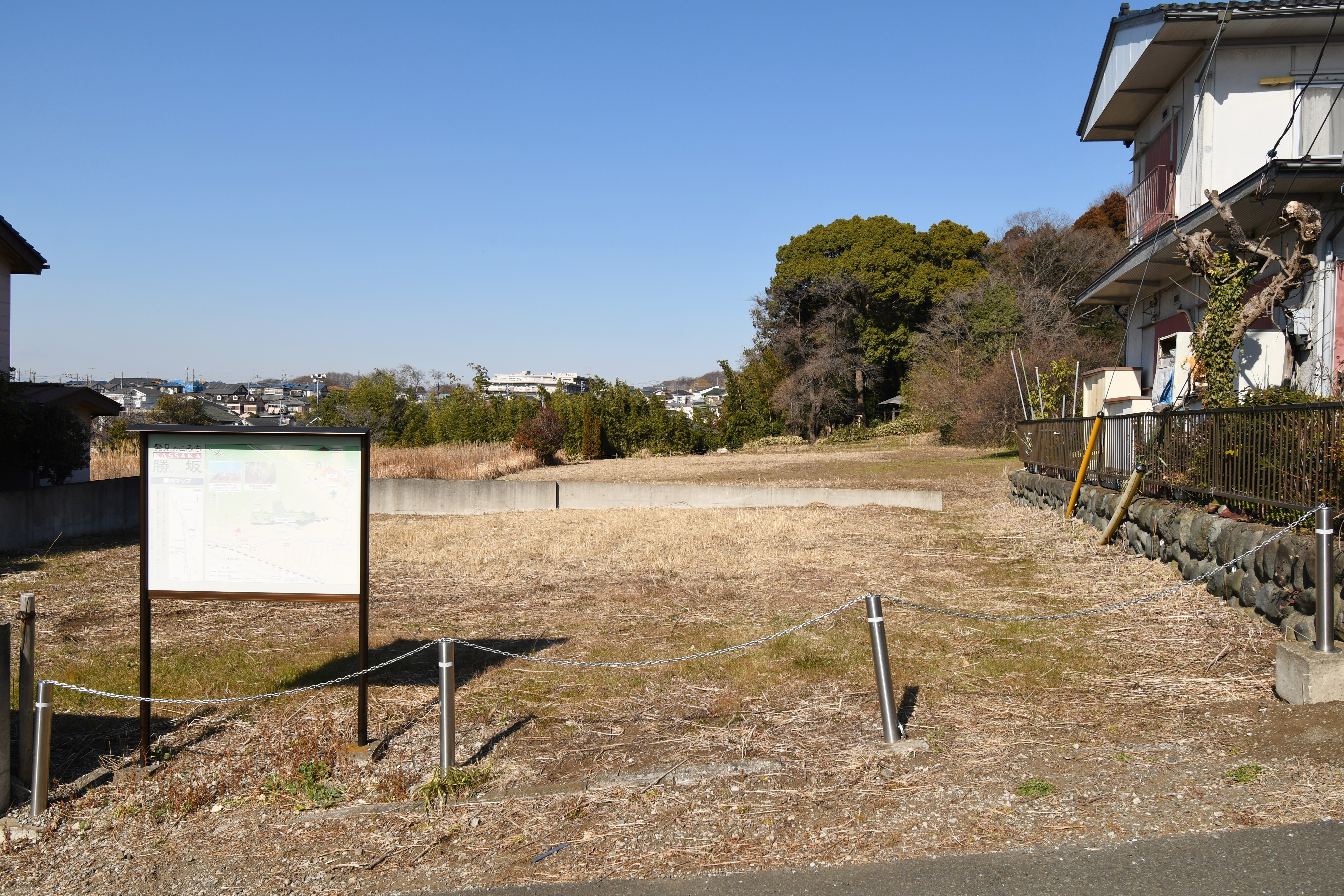
A区
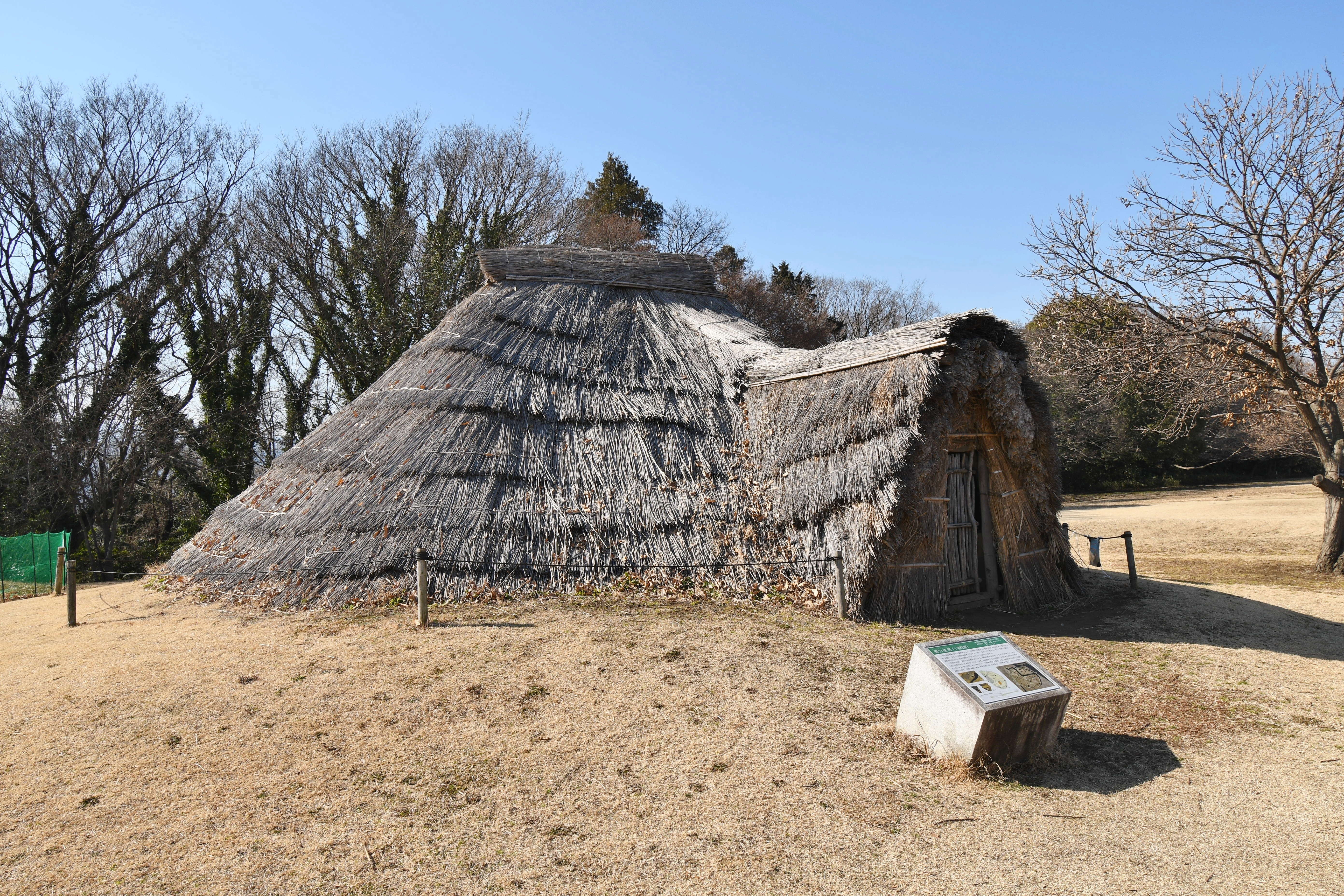
D区 1号建物（復元）
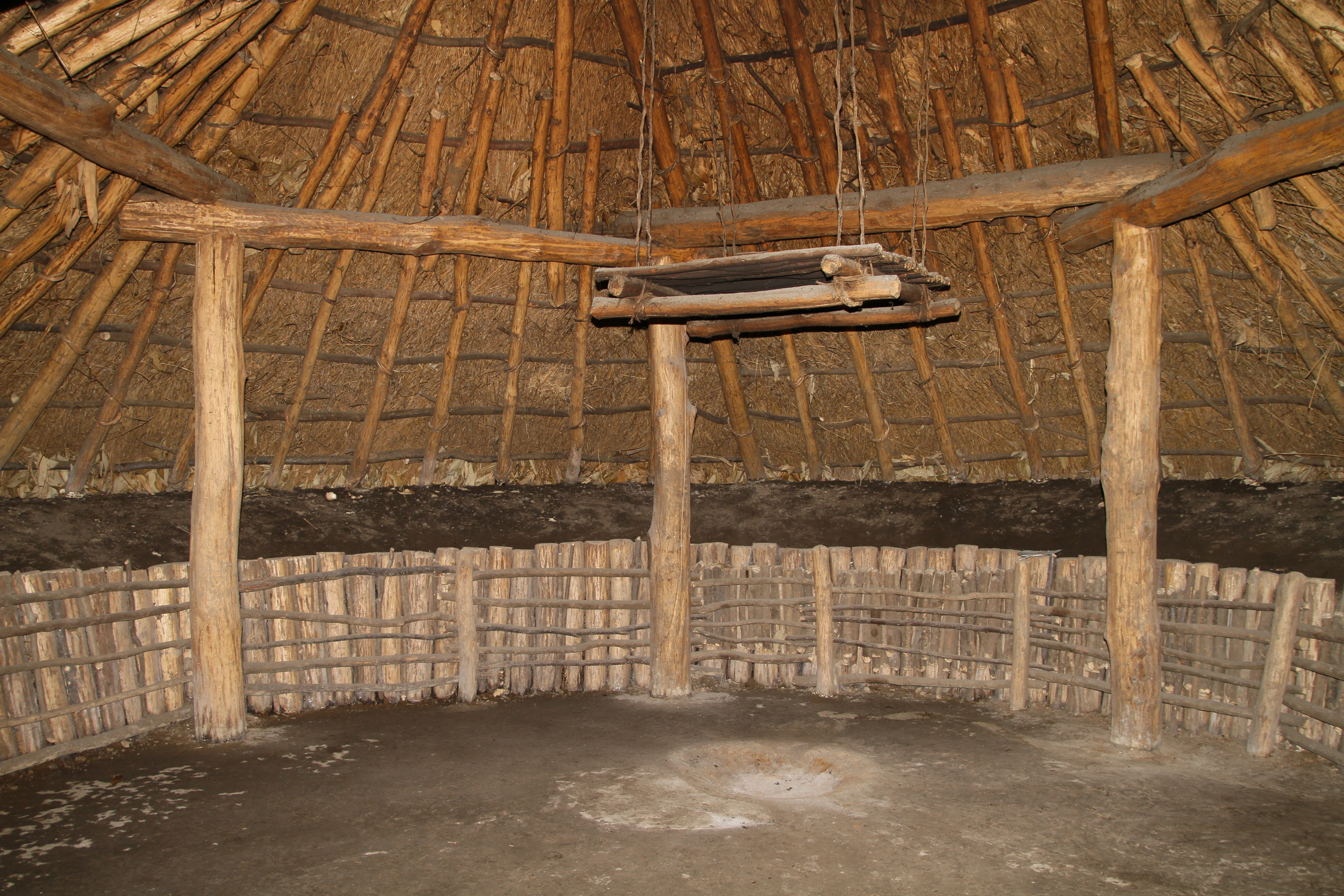
D区 1号建物内部
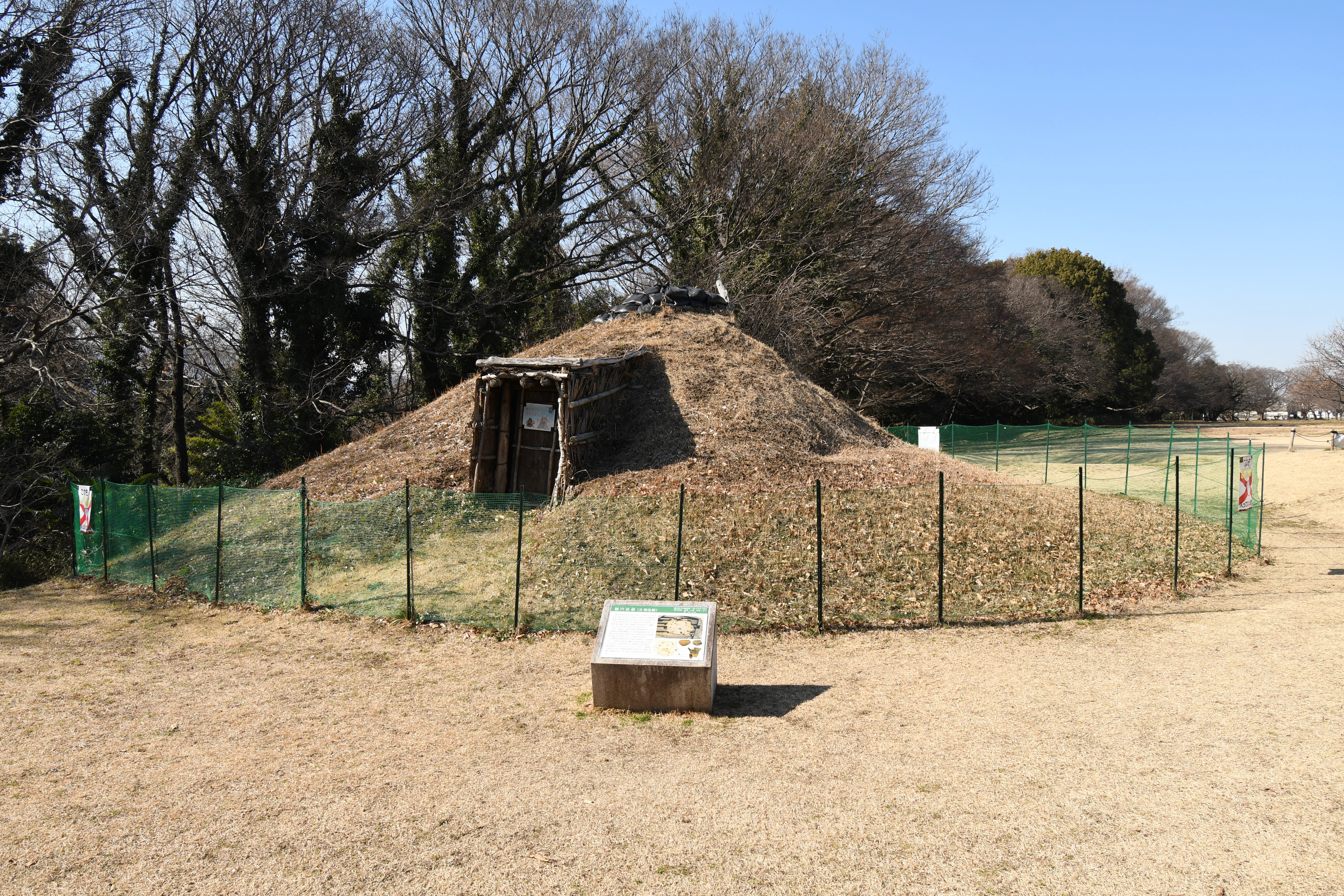
D区 3号建物（復元）
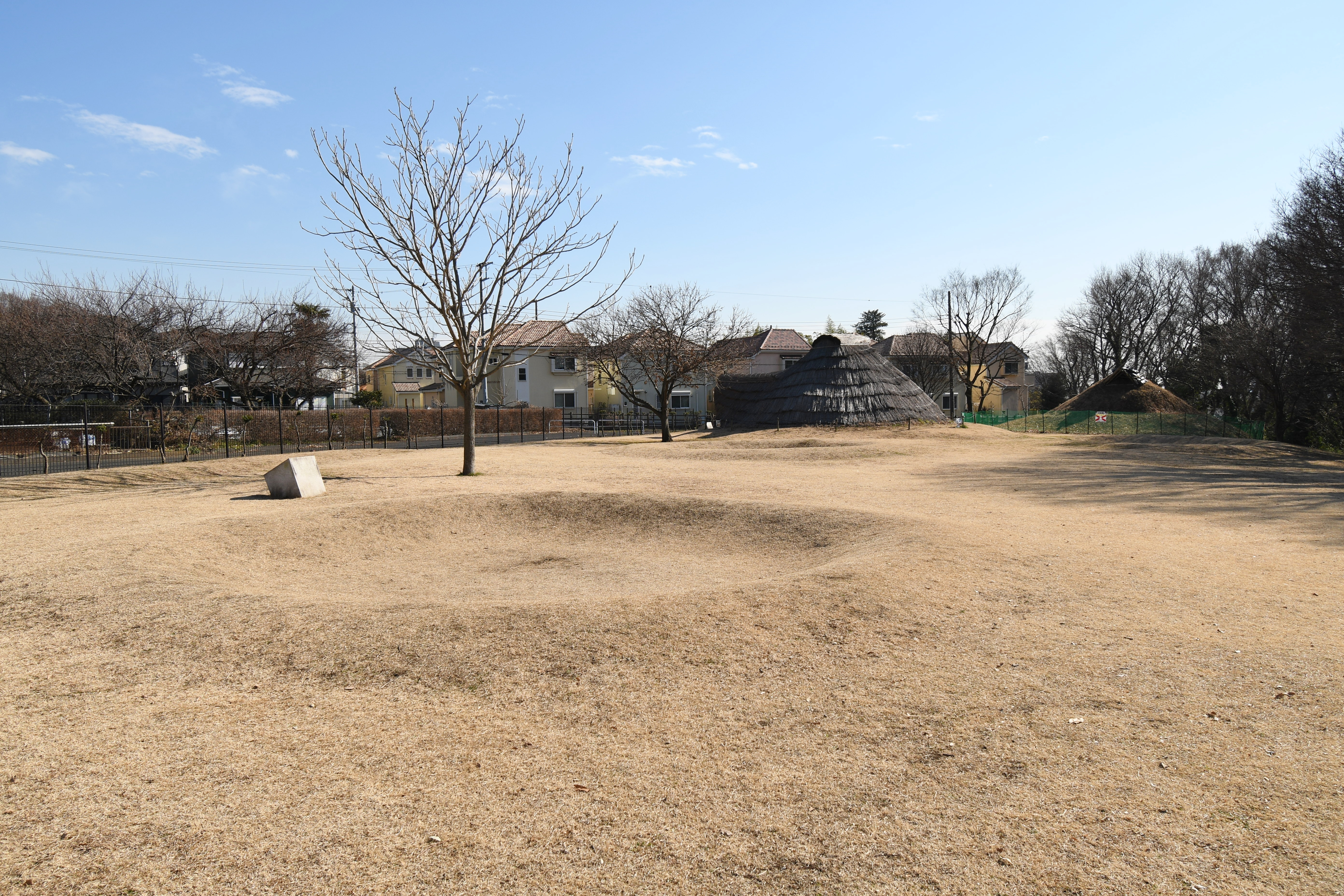
D区 23号建物跡
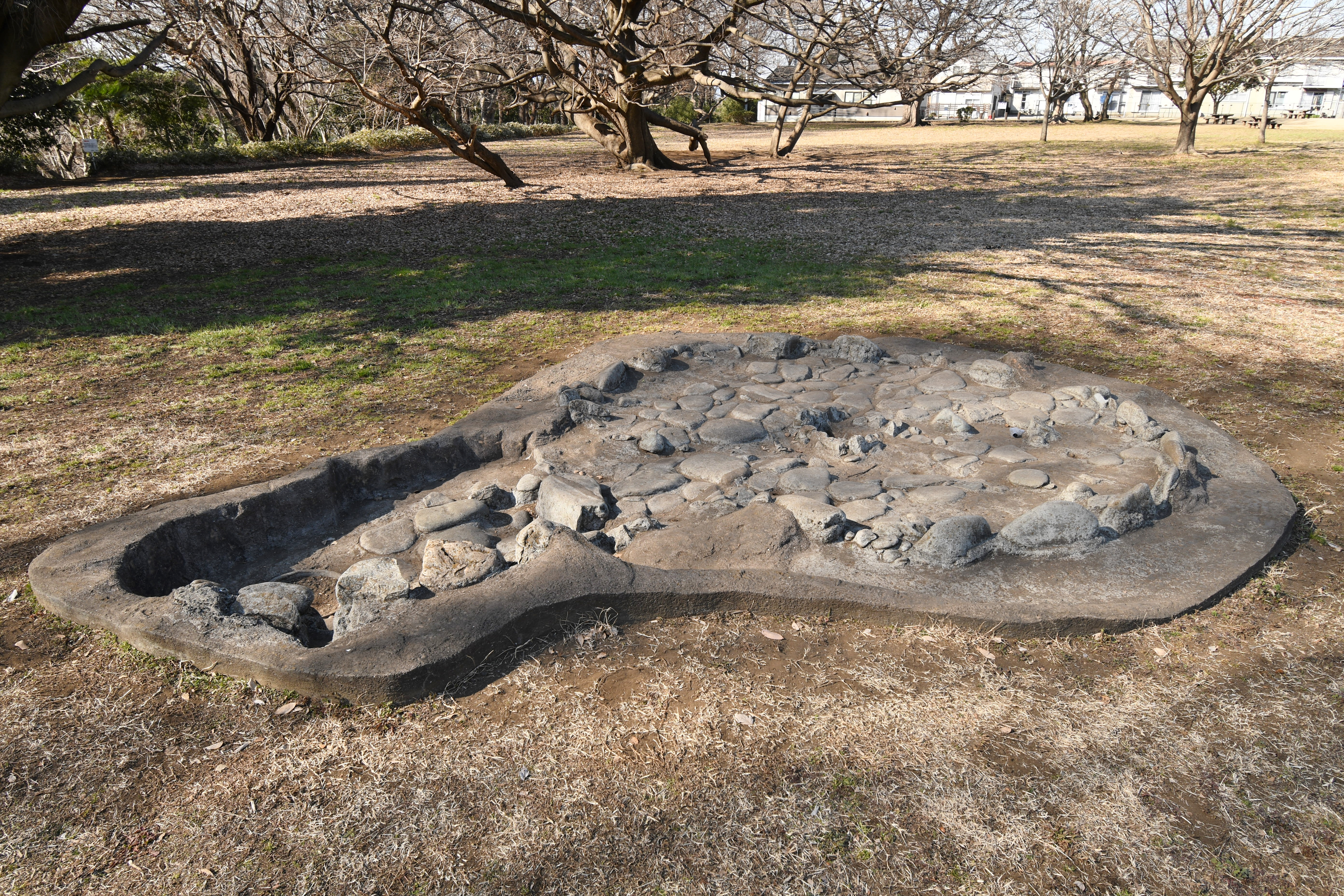
D区 30号柄鏡形竪穴建物（敷居住居）跡（複製）

## 文化財

### 国の史跡
- 勝坂遺跡 - 1974年（昭和49年）7月2日指定、1980年（昭和55年）10月22日・1984年（昭和59年）1月11日・2006年（平成18年）1月26日に史跡範囲の追加指定[6]。

### 相模原市指定文化財
- 有形文化財
  - 勝坂遺跡出土縄文時代草創期遺物（考古資料） - 2012年（平成24年）4月1日指定[7]。
  - 勝坂遺跡D区出土のマメ圧痕土器（考古資料） - 2016年（平成28年）4月1日指定[8]。

## 交通
- JR相模線下溝駅から約1.5キロメートル。
  - 徒歩：下溝駅から徒歩20分程。
  - バス：バス停「下溝」から「相武台前」行きに乗り、「上磯部入口」または「勝坂入口」下車。バス停から徒歩5分程。